# (76) Freia
(76) Freia est un astéroïde de la ceinture principale découvert par Heinrich Louis d'Arrest le 21 octobre 1862 à Copenhague, au Danemark. Il est nommé d'après Freyja (parfois orthographiée Freia), déesse de la mythologie nordique.
Ce fut le seul astéroïde découvert par cet astronome.
Avec un albédo de 0,036, Freia est de couleur très sombre.

## Compléments